# Neviditelné (film)
Neviditelné (ve francouzském originále Les Invisibles) je francouzská sociální komedie z roku 2018; jde o třetí celovečerní snímek režiséra a scenáristy Louise-Juliena Petita. Film vypráví příběh čtyř sociálních pracovnic, které pomáhají ženám bez střechy nad hlavou, a stejného počtu žen bez domova a bez práce.

## Obsazení
| Audrey Lamy          | Audrey Scapioová          |
| Corinne Masiero      | Manu                      |
| Patricia Mouchon     | Patricia alias Edith Piaf |
| Noémie Lvovsky       | Hélène                    |
| Déborah Lukumuena    | dobrovolnice Angélique    |
| Pablo Pauly          | Dimitri                   |
| Sarah Suco           | Julie Carpentierová       |
| Brigitte Sy          | Béatrice                  |
| Tassadit Mandi       | Roumana                   |
| Fatsah Bouyahmed     | Esteban                   |
| Marie-Christine Orry | Catherine Paraireová      |
| Antoine Reinartz     | vedoucí oddělení          |

## Přijetí
Hit francouzských kin zhlédlo za půl roku od premiéry přes milion diváků; kritici oceňovali upřímnost, optimismus a humor.

## Recenze
- Věra Míšková, Právo  65 %[1]